# Marion Mousse
Marion Mousse, de son vrai nom Pierrick Pailharet, né le 8 mai 1974 à Chabeuil (Drôme), est un auteur de bande dessinée français.

## Biographie
Marion Mousse passe un bac scientifique ; il étudie l'histoire de l'art et, en 1998, il est titulaire d'un DEA. Phinéas, son premier ouvrage, est publié en 2001 chez les éditions Treize Étrange.

## Œuvres publiées
- Phinéas, Treize étrange, coll. « Poches », 2001
- Moonfleet : L'ombre de Barbe-Noire (dessin), avec Igor Szalewa (scénario), Treize Étrange, coll. « Comics », 2004.
- Fracasse, Treize Étrange, coll. « Comics » :

1. Le dernier des Sigognac, 2004.
2. Coup de tempête, 2004.
3. Paris, 2005.

- From Outer Space, 6 pieds sous terre, coll. « Monotrème », 2006.
- Frankenstein (d'après le roman de Mary Shelley), Delcourt, coll. « Ex-Libris » :

1. tome 1, 2007.
2. tome 2, 2008.
3. tome 3, 2008.

- Les Contrebandiers de Monnfleet (dessin), avec Igor Szalewa (scénario), Treize Étrange, 2009. Réédition augmentée de l'album de 2004.
- Tête de marron, Treize étrange, 2010.
- Vies tranchées - Les Soldats fous de la Grande guerre (collectif)[1], scénario de Jab Jab Whamo, Florent Humbert, Yann Le Gal, Florent Sacré, Hubert Bieser, José Luis Munuera, Manuele Fior, Guillaume Trouillard, Cyrille Pomès, Jean-David Morvan, Stanislas Gros et Daniel Casanave, dessins de Manuele Fior, Daniel Casanave, Marion Mousse, José-Luis Munuera, Steven Lejeune, Jab Jab Whamo, Maxime Péroz, Stanislas Gros, Guillaume Trouillard, Cyrille Pomès, Benoît Blary, Florent Humbert et Laurent Bourlaud, Delcourt, collection « Histoire & Histoires », 2010  (ISBN 978-2-7560-1781-5).
- Louise et les Loups, Cheap Sheep Ship, 2012.
- L'Écume des jours[2],[3] (dessin), avec Jean-David Morvan et Frédérique Voulyzé (scénario d'après le roman éponyme de Boris Vian), Delcourt, coll. « Mirages », 2012.
- Brune Platine (dessin), avec Lisa Mandel (scénario), Casterman, coll. « KSTЯ »

1. Mon sang est plus noir que le vôtre, 2013
2. Brune Platine - INT, 2019.

- Sociorama - Sous la blouse, Emmanuelle Zolesio (scénario), Casterman, 2017.
- La révolte des terres[4],[5], avec Mark  Eacersall et Henri Scala (scénario), Glénat, 2020.
- Les aventures de Philippe Houzé, Le dompteur de Dinosaure, avec Néjib, Casterman, 2020

## Prix et distinctions
- 2021 : Fauve Polar SNCF au festival d'Angoulême, avec Mark Eacersall et Henri Scala, pour GoSt111[6]